# Formador de opinião

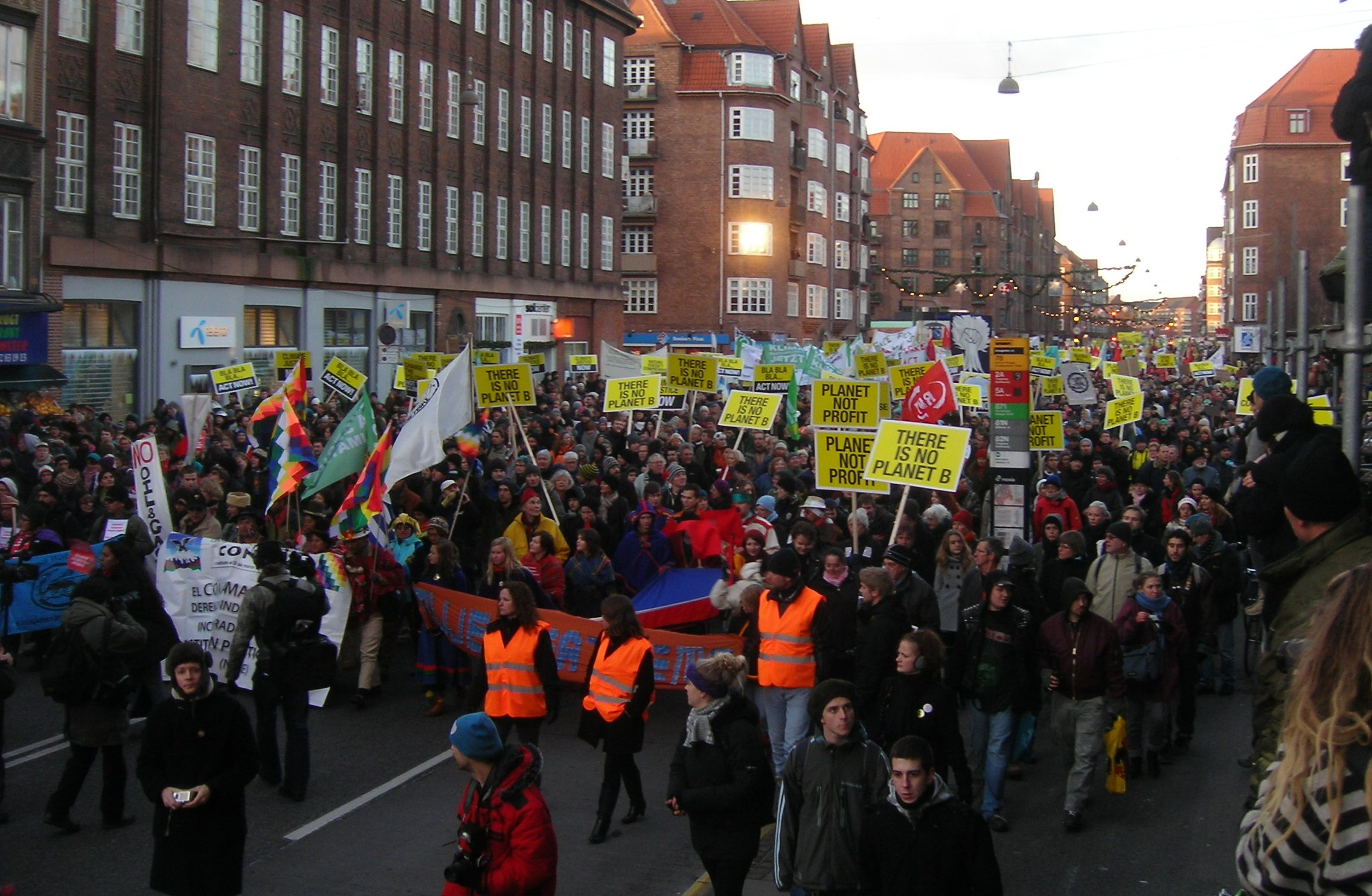
Protestos públicos - Formadores de opinião

Formador de opinião é uma pessoa que tem a capacidade de influenciar e modificar a opinião de outras pessoas nos campos político, social, moral, cultural, econômico, esportivo, alimentar, etc.  As opiniões podem pertencer a grandes grupos do pensamento humano, como opção religiosa, tendência política, comportamento sexual, torcidas esportivas, preferências pessoais, etc. 

## Exemplos
Um pastor protestante, um escritor espírita, um monge budista, um padre católico, são importantes formadores de opinião, pois podem determinar a conduta das pessoas, não apenas na parte religiosa, mas também no modo de vida pessoal. 
Uma professora primária, um professor universitário, são importantes formadores de opinião cultural e política, muitos estudantes adquirem na universidade informações que irão formar a suas opiniões políticas e culturais que em muitos casos se tornam convicções. 
Um craque de futebol diferenciado é um formador de opinião e influência as crianças a serem torcedores do time para o qual ele joga.
Uma ativista feminista com sua atuação junto a sociedade pode modificar a conduta pessoal de muitas mulheres alterando a opinião delas com respeito a assuntos como aborto, uso de camisinha, liberdade sexual, etc.
Um político popular, um apresentador de TV famoso, um colunista de jornal conhecido, um arquiteto renomado, um compositor de sucesso, um nadador ganhador de medalha de ouro nas Olimpíadas, um campeão mundial de Fórmula 1, e todas as pessoas que de alguma forma conseguiram destaque na sociedade, podem alterar a opinião e a conduta das pessoas nos mais diversos assuntos, por isso são chamados de "formadores de opinião". 

## Marketing
No campo das opções de consumo também temos influência dos formadores de opinião, o marketing, a propaganda, usam pessoas conhecidas e de sucesso para através delas criarem nas pessoas a vontade de comprar determinada mercadoria ou contratar determinado serviço. Dessa podem influenciar as vendas de determinado produto, aumentando a quantidade de mercadoria vendida.
Um esportista famoso ao aparecer na televisão consumindo um determinado produto cria em muitas pessoas o desejo de também consumir aquele determinado produto. 
Um vendedor também pode utilizar-se de técnicas de formação de opinião para alavancar suas vendas, impulsionando seus resultados e comissões.

## Atualidade
No mundo atual surgiram também formadores de opinião grupais, tais como o Greenpeace e demais associações que através de suas passeatas, protestos e manifestações através dos mais variados meios de comunicação, tentam mudar a opinião das pessoas para que apoiem os princípios sociais e políticos que defendem. 
De uma forma geral no mundo atual, devido a facilidade de acesso aos diversos meios de comunicação através de entrevistas, reportagens, noticiário, artigos, blogues, comunidades sociais, etc, todas as pessoas podem colaborar em algum momento para a formação da opinião de outras pessoas.
Um simples vídeo colocado por um desconhecido no YouTube pode atingir milhões de pessoas e modificar a opinião delas sobre determinado assunto.  